# Emmanuil Nojewitsch Jewserichin
Emmanuil Nojewitsch Jewserichin (russisch Эммануил Ноевич Евзерихин; * 1911 in Rostow am Don; † 28. März 1984 in Moskau) war ein sowjetischer Fotojournalist.
In den 1930er-Jahren fotografierte Jewserichin für die Fotochronika TASS. Während des Zweiten Weltkriegs arbeitete er an verschiedenen Fronten. Die bekanntesten seiner Bilder entstanden in Stalingrad. 
Seine Aufnahme des Barmalei-Brunnens vor den brennenden Ruinen, aufgenommen am 23. August 1942 unmittelbar nach einem deutschen Luftangriff, erlangte weltweite Berühmtheit. Der Brunnen zählt seitdem zu den wichtigsten markanten Orten im kollektiven Gedächtnis Russlands an den Zweiten Weltkrieg.
Auch die Befreiung von Minsk, Warschau und Königsberg hielt Jewserichin in Bildern fest. Nach dem Krieg lehrte er Fotografie.